# Praia de Icaraí (Amontada)

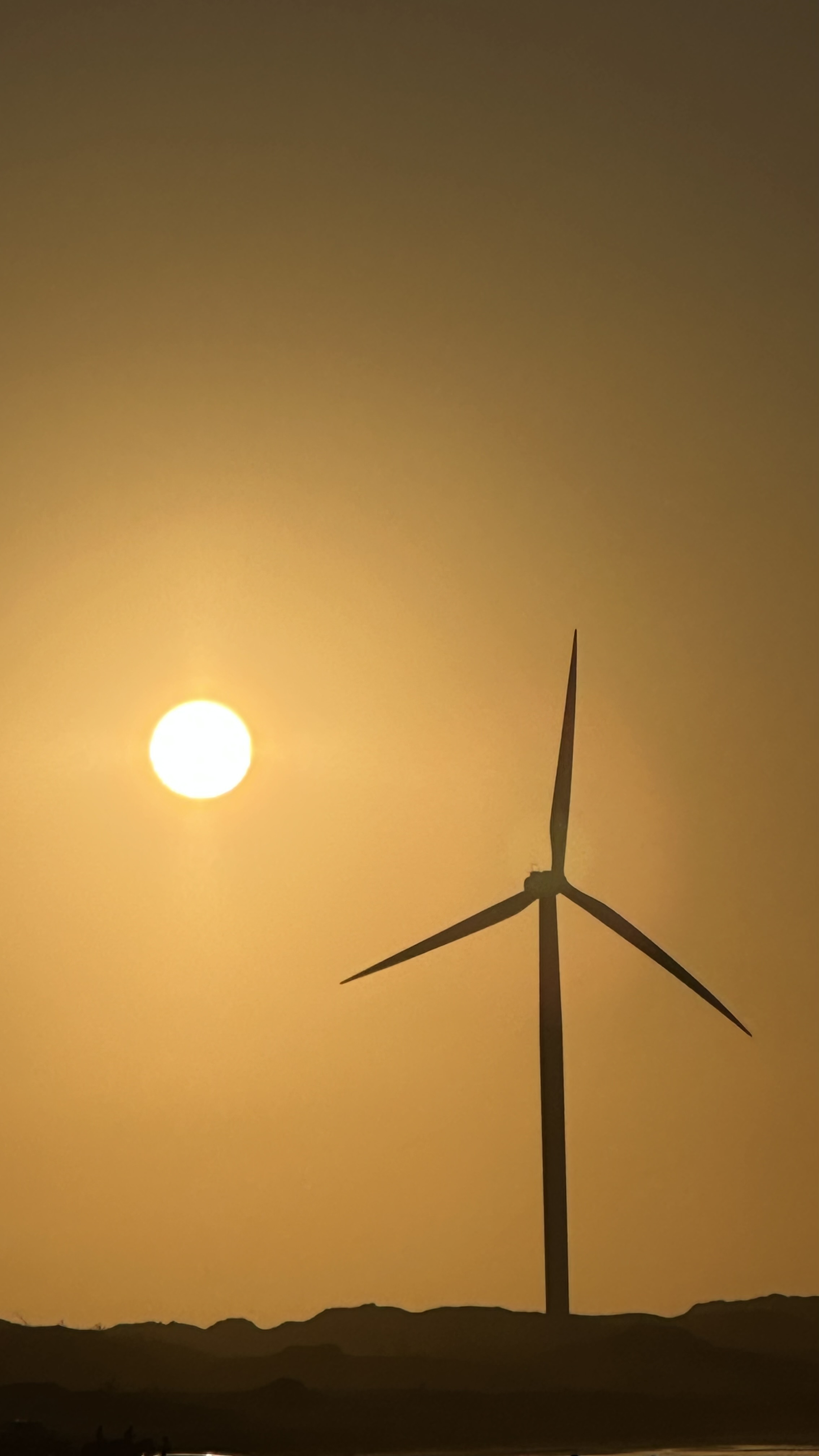
Pôr do sol em Icaraí de Amontada (Icaraizinho) - @icaraideamontada

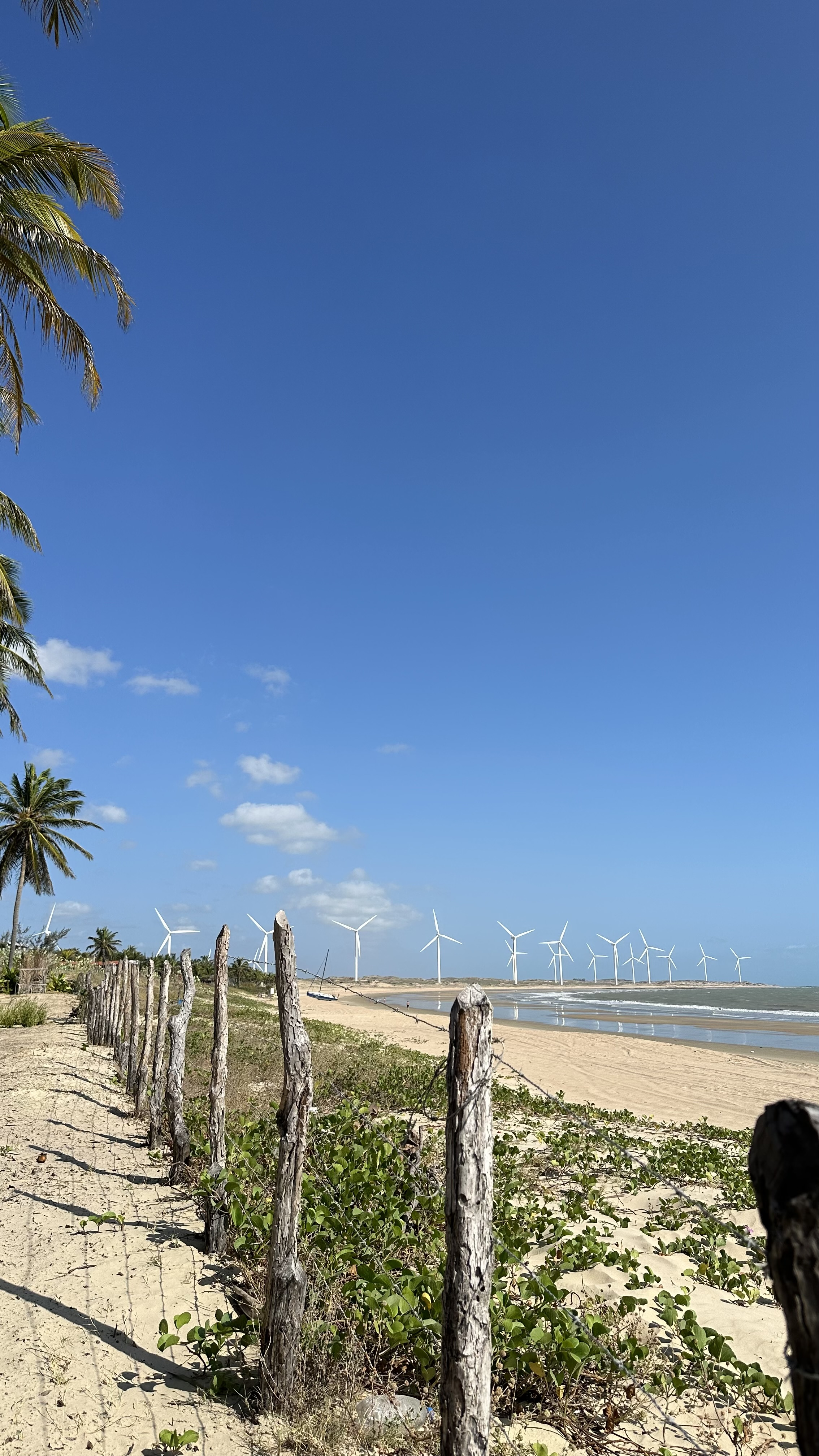
Eólicas na paradisíaca praia de Icaraí de Amontada (Icaraizinho)

Icaraí de Amontada ou Icaraizinho é um praia brasileira do município de Amontada no litoral oeste do estado do Ceará. Também conhecida como Icaraizinho de Amontada, fica a 200km de Fortaleza e cerca de 135 km de Jericoacoara. De carro, são cerca de três horas de estrada. Não é moleza, acredite; mas o visual que você encontrará ao chegar ao destino, compensa. Sua ampla praia de areia fina fica em uma curva da baía, com alguns barcos de pesca na água, altas dunas subindo para o oeste e raramente mais do que um punhado de pessoas à vista.
Seus ventos fortes atraem praticantes de esportes aquáticos como Kitesurf e Windsurf, entre os meses de julho e dezembro, que são períodos com maior frequência dos ventos, que tornam uma das melhores regiões para a prática de esportes de vento. Há muitas opções de lazer em Icaraí de Amontada, como passeios de buggy, quadriciclo, bike e barco por todo o litoral. Apesar dos ventos fortes, o mar de Icaraí é calmo, de água morna e adequado a um bom banho de mar. Inicialmente, a principal atividade era a pesca, mas atualmente o turismo é uma importante atividade econômica para os habitantes da região.
A região tem inúmeros parques eólicos, em função do vento constante a maior parte do ano.
Para reservas de Hotéis e Passeios, acesse:
https://www.icaraizinhodeamontada.com